# Ichneumon yasumatsui
Ichneumon yasumatsui är en stekelart som beskrevs av Tohru Uchida 1952. Ichneumon yasumatsui ingår i släktet Ichneumon och familjen brokparasitsteklar. Inga underarter finns listade i Catalogue of Life.